# Samoana attenuata
Samoana attenuata es una especie de molusco gasterópodo de la familia Partulidae en el orden de los Stylommatophora.

## Distribución geográfica
Es endémica de las islas de la Sociedad, en la Polinesia Francesa.